# 海上青焙坊
海上青焙坊是一个总部位于中国上海市的組織。2008年，12位在上海工作的法国人发起成立海上青焙坊，主要为来自困难家庭的青少年提供免费法式烘焙技术培训。 不過学员制作的面包由於没有食品生产许可证嗎，它只在外国人举办的市集或义卖活动上销售。

## 外部鏈接
- 官方網站 （页面存档备份，存于）